# Mark Tyler
Mark Richard Tyler (Norwich, 2 aprile 1977) è un ex calciatore inglese, di ruolo portiere.
Ha rivestito per larghi tratti della sua carriera la divisa del Peterborough, società di cui è ritenuto una bandiera e di cui è - con 494 apparizioni - il secondo calciatore più rappresentativo, alle spalle di Tommy Robson.

## Carriera

### Club
Muove i suoi primi passi nelle giovanili del Norwich City, prima di approdare al Peterborough United. Esordisce tra i professionisti il 18 settembre 1994 nella trasferta persa 4-0 contro il Birmingham City.
Nel 2007 perde il posto tra i pali a favore del più giovane Joe Lewis. Relegato ai margini della rosa, il 15 giugno 2009 si accorda con la società per la rescissione del contratto, lasciando i Posh dopo 15 stagioni.
Il 18 giugno 2009 si lega per due stagioni al Luton Town, in Football Conference.
L'8 marzo 2016 torna in prestito per tre mesi al Peterborough United. Oltre al ruolo di giocatore, svolgerà anche la funzione di preparatore dei portieri della rosa. Il 16 maggio si accorda con la società per il rinnovo annuale del contratto.

### Nazionale
Nel 1997 ha partecipato ai Mondiali Under-20 svolti in Malaysia, nel ruolo di secondo portiere alle spalle di David Lucas. In precedenza aveva preso parte ad un incontro con la selezione Under-18.

## Statistiche

### Presenze e reti nei club
Statistiche aggiornate al 30 giugno 2017.
| Stagione                   | Squadra                    | Campionato                 | Campionato | Campionato | Coppe nazionali | Coppe nazionali | Coppe nazionali | Coppe continentali | Coppe continentali | Coppe continentali | Altre coppe | Altre coppe | Altre coppe | Totale | Totale |
| Stagione                   | Squadra                    | Comp                       | Pres       | Reti       | Comp            | Pres            | Reti            | Comp               | Pres               | Reti               | Comp        | Pres        | Reti        | Pres   | Reti   |
| -------------------------- | -------------------------- | -------------------------- | ---------- | ---------- | --------------- | --------------- | --------------- | ------------------ | ------------------ | ------------------ | ----------- | ----------- | ----------- | ------ | ------ |
| 1994-1995                  | Peterborough United        | SD                         | 5          | -7         | FACup+CdL       | 1+1             | -1 + -1         | -                  | -                  | -                  | FLT         | 2           | -7          | 7      | -14    |
| 1995-1996                  | Peterborough United        | SD                         | 0          | 0          | FACup+CdL       | 0               | 0               | -                  | -                  | -                  | FLT         | 0           | 0           | 0      | 0      |
| 1996-1997                  | Peterborough United        | SD                         | 3          | -8         | FACup+CdL       | 0               | 0               | -                  | -                  | -                  | FLT         | 0           | 0           | 3      | -8     |
| 1997-1998                  | Peterborough United        | TD                         | 46         | -51        | FACup+CdL       | 3+4             | -5 + -5         | -                  | -                  | -                  | FLT         | 4           | -4          | 57     | -65    |
| 1998-1999                  | Peterborough United        | TD                         | 27         | -30        | FACup+CdL       | 1+1             | -1 + -1         | -                  | -                  | -                  | FLT         | 2           | -5          | 31     | -37    |
| 1999-2000                  | Peterborough United        | TD                         | 32+3       | -34 + -1   | FACup+CdL       | 2+2             | -4 + -2         | -                  | -                  | -                  | FLT         | 1           | -1          | 40     | -42    |
| 2000-2001                  | Peterborough United        | SD                         | 41         | -57        | FACup+CdL       | 5+2             | -7 + -2         | -                  | -                  | -                  | FLT         | 0           | 0           | 48     | -66    |
| 2001-2002                  | Peterborough United        | SD                         | 44         | -55        | FACup+CdL       | 6+1             | -7 + -2         | -                  | -                  | -                  | FLT         | 2           | -3          | 53     | -67    |
| 2002-2003                  | Peterborough United        | SD                         | 29         | -33        | FACup+CdL       | 1+1             | -3 + -2         | -                  | -                  | -                  | FLT         | 1           | -3          | 32     | -41    |
| 2003-2004                  | Peterborough United        | SD                         | 43         | -54        | FACup+CdL       | 3+1             | -4 + -2         | -                  | -                  | -                  | FLT         | 3           | -6          | 50     | -66    |
| 2004-2005                  | Peterborough United        | FL1                        | 46         | -73        | FACup+CdL       | 3+1             | -2 + -3         | -                  | -                  | -                  | FLT         | 1           | -1          | 51     | -79    |
| 2005-2006                  | Peterborough United        | FL2                        | 40         | -42        | FACup+CdL       | 2+1             | -1 + -2         | -                  | -                  | -                  | FLT         | 1           | -3          | 44     | -48    |
| 2006-2007                  | Peterborough United        | FL2                        | 41         | -52        | FACup+CdL       | 4+2             | -4 + -4         | -                  | -                  | -                  | FLT         | 2           | -1          | 49     | -61    |
| 2007-gen. 2008             | Peterborough United        | FL2                        | 17         | -19        | FACup+CdL       | 3+0             | -1              | -                  | -                  | -                  | FLT         | 1           | -2          | 21     | -22    |
| gen.-giu. 2008             | Hull City                  | FLC                        | 0          | 0          | FACup+CdL       | -               | -               | -                  | -                  | -                  | -           | -           | -           | 0      | 0      |
| 2008-gen. 2009             | Watford                    | FLC                        | 0          | 0          | FACup+CdL       | 0               | 0               | -                  | -                  | -                  | -           | -           | -           | 0      | 0      |
| gen.-giu. 2009             | Bury                       | FL2                        | 11         | -9         | FACup+CdL       | -               | -               | -                  | -                  | -                  | FLT         | -           | -           | 11     | -9     |
| 2009-2010                  | Luton Town                 | FC                         | 37+2       | -33 + -2   | FACup+CdL       | 1+0             | 0               | -                  | -                  | -                  | FLT         | 0           | 0           | 40     | -35    |
| 2010-2011                  | Luton Town                 | FC                         | 43+3       | -33 + -1   | FACup+CdL       | 5+0             | -8              | -                  | -                  | -                  | FLT         | 3           | -1          | 54     | -43    |
| 2011-2012                  | Luton Town                 | FC                         | 34+3       | -34 + -4   | FACup+CdL       | 0               | 0               | -                  | -                  | -                  | FLT         | 7           | -3          | 44     | -41    |
| 2012-2013                  | Luton Town                 | FC                         | 39         | -50        | FACup+CdL       | 6+0             | -4              | -                  | -                  | -                  | FLT         | 1           | -2          | 46     | -56    |
| 2013-2014                  | Luton Town                 | FC                         | 46         | -35        | FACup+CdL       | 0               | 0               | -                  | -                  | -                  | FLT         | 0           | 0           | 46     | -35    |
| 2014-2015                  | Luton Town                 | FL2                        | 31         | -24        | FACup+CdL       | 4+1             | -5 + -2         | -                  | -                  | -                  | FLT         | 0           | 0           | 36     | -31    |
| 2015-mar. 2016             | Luton Town                 | FL2                        | 27         | -38        | FACup+CdL       | 1+1             | -2 + -1         | -                  | -                  | -                  | FLT         | 2           | -3          | 31     | -44    |
| Totale Luton Town          | Totale Luton Town          | Totale Luton Town          | 257+8      | -247 + -7  |                 | 19              | -22             |                    | -                  | -                  |             | 13          | -9          | 297    | -285   |
| mar.-giu. 2016             | Peterborough United        | FL1                        | 3          | -6         | FACup+CdL       | -               | -               | -                  | -                  | -                  | FLT         | -           | -           | 3      | -6     |
| 2016-2017                  | Peterborough United        | FL1                        | 3          | -3         | FACup+CdL       | 0+1             | -3              | -                  | -                  | -                  | FLT         | 1           | -6          | 5      | -12    |
| 2017-2018                  | Peterborough United        | FL1                        | 0          | 0          | FACup+CdL       | 0               | 0               | -                  | -                  | -                  | FLT         | 0           | 0           | 0      | 0      |
| Totale Peterborough United | Totale Peterborough United | Totale Peterborough United | 420+3      | -524 + -1  |                 | 50              | -67             |                    | -                  | -                  |             | 21          | -42         | 494    | -634   |
| Totale carriera            | Totale carriera            | Totale carriera            | 699        | -788       |                 | 69              | -89             |                    | -                  | -                  |             | 34          | -51         | 802    | -928   |

## Palmarès

### Club

#### Competizioni nazionali
- Conference Premier: 1

Luton Town: 2013-2014

### Individuale
- PFA Second Division Team the Year: 1[12]

2001-2002
- Football Conference Team the Year: 1[13]

2011-2012